# Murray Melvin

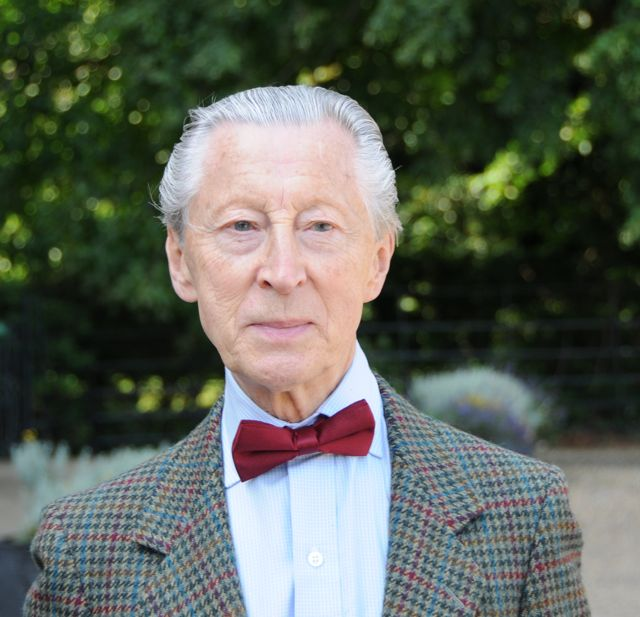
Murray Melvin (2011)

Murray Melvin (* 10. August 1932 in London; † 14. April 2023 ebenda) war ein britischer Schauspieler in Theater, Film und Fernsehen. 1962 gewann er den Darstellerpreis der Internationalen Filmfestspiele von Cannes für seine Rolle in dem britischen Filmdrama Bitterer Honig.

## Leben und Karriere
Murray Melvin, 1932 als Sohn von Hugh Victor Melvin und Maisie Winifred Driscoll in London geboren, begann seine Ausbildung noch als Student, als er dem von Joan Littlewood geleiteten Theatre Workshop innerhalb des Theaters Royal Stratford East im Londoner Stadtteil Stratford beitrat. Hier war er, da er keine Schauspielschule besucht hatte, zunächst Angestellter, bis er erste Rollen bekam. Ab Ende der 1950er-Jahre stand er auch für Film und Fernsehen vor der Kamera, unter anderem 1961 in der allerersten Folge von Mit Schirm, Charme und Melone.
Bekannt wurde Melvin 1961 für seine Rolle als Rita Tushinghams homosexueller Freund in Tony Richardsons Adaption von Shelagh Delaneys Drama Bitterer Honig. 1962 erhielt er in Cannes dafür die Auszeichnung als Bester Darsteller des 15. Filmfestivals von Cannes. Er hatte diese in der damaligen Zeit ebenso riskante wie bahnbrechende Rolle, als Homosexualität in Großbritannien noch illegal war, bereits ab 1958 in der Bühnenversion gespielt.
Murray Melvin, mit einer hochgewachsenen Statur und markanten Gesichtszügen ausgestattet, fand sich in der Folge meist in exzentrischen und extrovertierten, mitunter gewagten Charakterrollen wieder. Weitere Filmauftritte übernahm er in Lewis Gilberts Historienfilm Die Rebellion (1962) und seiner erfolgreichen Kinoproduktion Der Verführer läßt schön grüßen (1966), des Weiteren 1966 als etwas skurriler Polizei-Gehilfe Aimes in Jack Smights Gaunerkomödie Der Gentleman-Zinker, neben Warren Beatty, Susannah York, Clive Revill und Eric Porter. Bekannt wurde Melvin auch für seine regelmäßigen Auftritte in den Filmen des Regisseurs Ken Russell, mit dem er auch privat bis zu dessen Tod befreundet war, beispielsweise in Die Teufel (1971) und Lisztomania (1975).

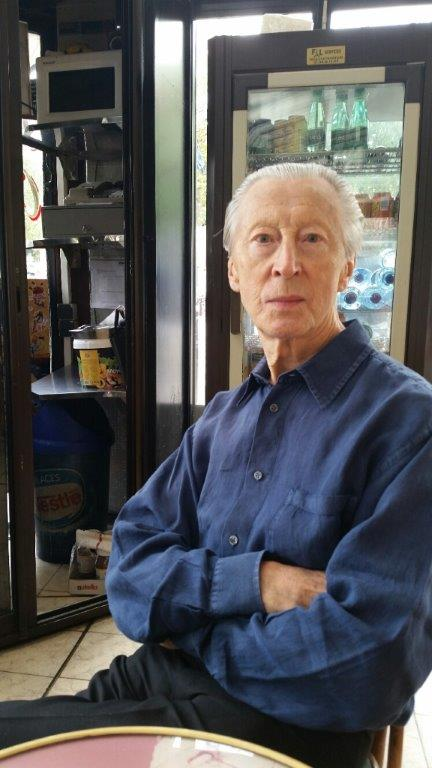
Murray Melvin in Paris (2014)

Melvin hatte 1975 eine wichtige Nebenrolle als Reverend Samuel Runt in Stanley Kubricks Romanadaption von William Makepeace Thackerays Barry Lyndon. Er erschien häufig in Literaturverfilmungen, Abenteuerfilmen und Historienstoffen. Melvin spielte auch in drei Filmproduktionen von Regisseur Peter Medak: in A Day in the Death of Joe Egg (1970), Die Krays (1990) und Gib’s ihm, Chris! (1991). Im Jahr 1998 erschien er in einer Weihnachts-Special Episode der BBC von Jonathan Creeks The Black Canary. Im Jahr 2004 trat er als Monsieur Reyer in der Verfilmung des Musicals Das Phantom der Oper von Regisseur Joel Schumacher auf. Auch mit weit über 80 Jahren stand Melvin noch vor der Kamera, so 2016 für eine Nebenrolle im Kinofilm Die versunkene Stadt Z von Regisseur James Gray. Seine letzte Rolle auf der Leinwand spielte er 2019 in dem französischen Drama Jusqu'à la lie unter der Regie von Christian Le Hémonet.
Neben seiner Filmkarriere blieb Melvin ein aktiver Theaterschauspieler in vielen klassischen Rollen und spielte in der Originalproduktion des Musicals Oh! What a Lovely War mit. Er kehrte in späteren Jahren zum Theatre Royal als Treuhänder und Archivar zurück, diese Tätigkeiten übte er bis ins hohe Alter aus. Neben der Schauspielerei war er auch als Filmhistoriker bekannt – zum Beispiel auf der BFI-DVD-Veröffentlichung der „Bill Douglas Trilogy“, einer autobiografischen Filmtrilogie des aus der nordenglischen Arbeiterschicht kommenden Regisseurs Bill Douglas. Als Autor veröffentlichte Melvin zwei Bücher: The Art of Theatre Workshop (2006) und The Theatre Royal, A History of the Building (2009).
Von einem Sturz im Dezember 2022 erholte sich Melvin nicht vollständig. Er starb am 14. April 2023 im St Thomas’ Hospital im Londoner Stadtteil Lambeth im Alter von 90 Jahren.

## Filmografie (Auswahl)
- 1959: Armchair Theatre (Fernsehserie, Folge 3x61)
- 1960: Die Spur führt ins Nichts (The Criminal)
- 1961: Mit Schirm, Charme und Melone (The Avengers, Fernsehserie, Folge 1x01)
- 1961: Bitterer Honig (A Taste of Honey)
- 1962: Rebellion (H.M.S. Defiant)
- 1962: Edgar Wallace Mysteries (Fernsehserie, Folge 3x05)
- 1962: Brillanten des Todes: Solo für Inspektor Sparrow (Solo for Sparrow)
- 1963: Sparrers Can’t Sing
- 1966: Der Verführer läßt schön grüßen (Alfie)
- 1966: Der Gentleman-Zinker (Kaleidoscope)
- 1967: Smashing Time
- 1968: Wer ist Tyrant King? (The Tyrant King, Fernsehserie, 4 Folgen)
- 1968: Ein Mann wie Hiob (The Fixer)
- 1970: Zwei Haudegen kommen selten allein (Start the Revolution Without Me)
- 1971: Die Teufel (The Devils)
- 1971: Boyfriend (Ihr Liebhaber) (The Boy Friend)
- 1973: Sir Gawain und der grüne Ritter (Gawain and the Green Knight)
- 1974: Ghost Story
- 1975: Lisztomania
- 1975: Barry Lyndon
- 1976: Brüll den Teufel an (Shout at the Devil)
- 1976: Vagabund in tausend Nöten (The Bawdy Adventures of Tom Jones)
- 1976: Die Onedin-Linie (The Onedin Line, Fernsehserie, Folge 4x07)
- 1977: Die Abenteuer des Joseph Andrews (Joseph Andrews)
- 1977: Gullivers Reisen (Gulliver’s Travels) (Stimme)
- 1977: Der Prinz und der Bettler (The Prince and the Pauper)
- 1981: Die kleine Welt des Don Camillo (The Little World of Don Camillo, Fernsehserie, Folge 1x09)
- 1982: Nutcracker
- 1985: Christopher Columbus (Miniserie, 4 Folgen)
- 1986: Rebellion der Rechtlosen (Comrades)
- 1987: Zeugenaussage (Testimony)
- 1987: Klein Dorrit (Little Dorrit)
- 1989: Slipstream
- 1990: Die Krays (The Krays)
- 1991: Gib’s ihm, Chris! (Let Him Have It)
- 1991: Der Gefangene der Teufelsinsel (Prisoner of Honor, Fernsehfilm)
- 1994: Doomsday Gun – Die Waffe des Satans (Doomsday Gun, Fernsehfilm)
- 1994: Prinzessin Caraboo (Princess Caraboo)
- 1995: Oskar, der fliegende Flügel (Oscar's Orchestra) (Fernsehserie, 37 Folgen, Stimme)
- 1995: England, My England
- 1999: Alice im Wunderland (Alice in Wonderland, Fernsehfilm)
- 2000: David Copperfield (Fernsehfilm)
- 2000–2003: Starhunter (Fernsehserie, 25 Folgen)
- 2001: Des Kaisers neue Kleider (The Emperor’s New Clothes)
- 2004: Das Phantom der Oper (The Phantom of the Opera)
- 2007: Torchwood (Fernsehserie, 2 Folgen)
- 2010: Hepzibah – Sie holt dich im Schlaf (Fernsehfilm)
- 2012: Inspector Barnaby (Midsomer Murders, Fernsehserie, Folge 15x01)
- 2012: Emeli Sandé: Clown (Musikvideo)
- 2016: Die versunkene Stadt Z (The Lost City of Z)
- 2017: Starhunter Transformation (Miniserie, 3 Folgen)
- 2017–2018: Starhunter ReduX (Fernsehserie, 8 Folgen)
- 2019: Jusqu'à la lie

## Auszeichnungen
- 1962: Bester Darsteller bei den Internationalen Filmfestspielen von Cannes für Bitterer Honig

## Bücher
- The Art of the Theatre Workshop. zusammengestellt und eingeführt von Murray Melvin. Verlag Theatre Communications, 2006, ISBN 1-84002-691-X.